# Grand Marché MIN Toulouse Occitanie
 (juillet 2020).
Si vous disposez d'ouvrages ou d'articles de référence ou si vous connaissez des sites web de qualité traitant du thème abordé ici, merci de compléter l'article en donnant les références utiles à sa vérifiabilité et en les liant à la section « Notes et références ».

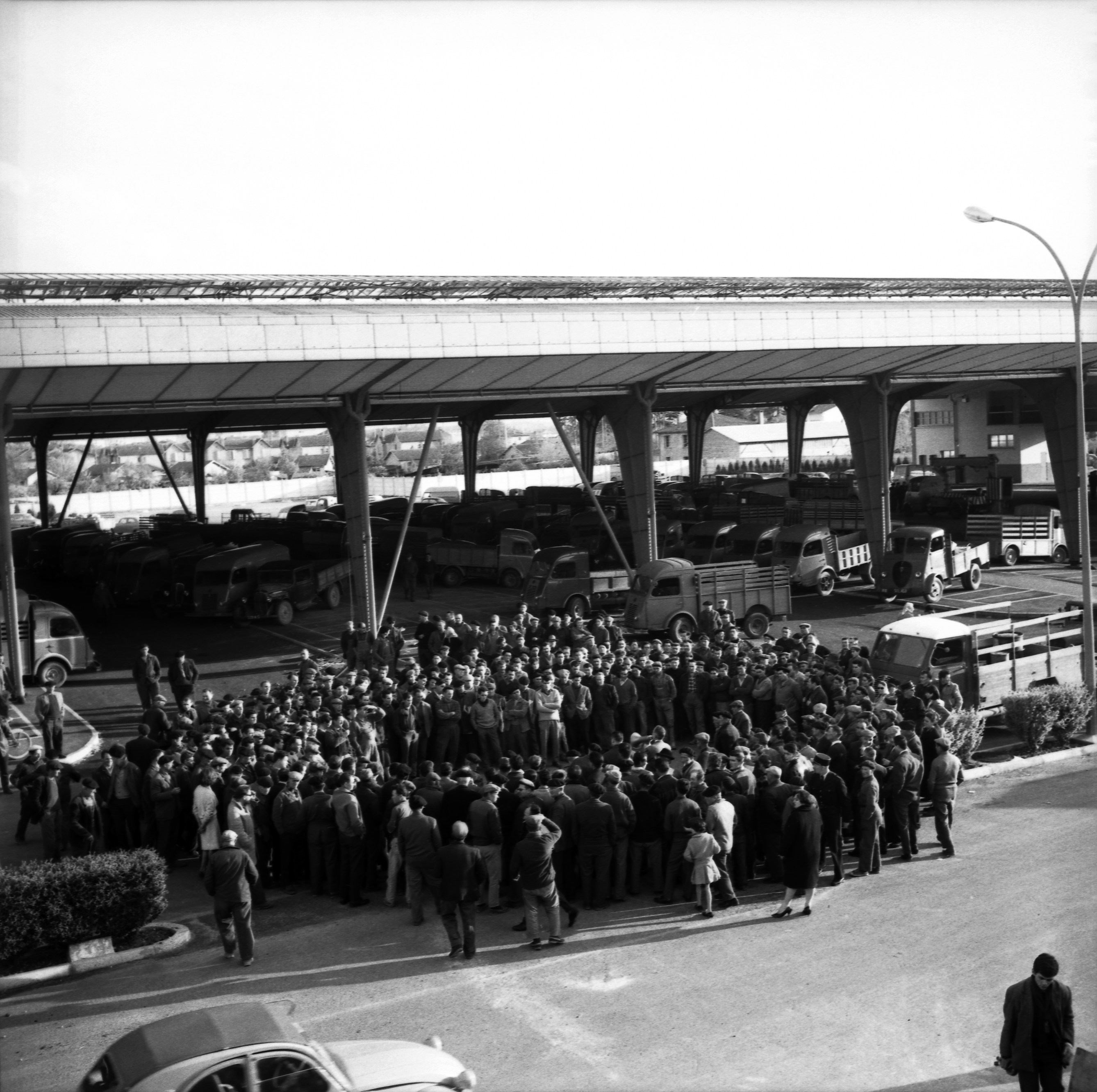
Ouverture du MIN de Toulouse, le 21 avril 1964.

Le Grand Marché MIN Toulouse Occitanie est un marché d'intérêt national (MIN) situé avenue des États-Unis à Toulouse, dans le département de la Haute-Garonne, en France.
Depuis 2017, le Grand Marché MIN Toulouse Occitanie est dirigé par Maguelone Pontier.

## Historique
Les marchés de gros ont pour objectif de regrouper sur un même lieu, l’offre (grossistes, producteurs, prestataires de services) et la demande (acheteurs) des secteurs agroalimentaire et horticole.
Autrefois situé sur la place Arnaud Bernard, le marché de Toulouse a déménagé le 21 août 1964, avenue des États-Unis, en grande partie pour la voie ferrée et la gare de triage de Saint-Jory, d’où la survivance de son appellation « marché gare » plus de 50 ans après son déménagement.

## Description
Classé marché d'intérêt national depuis 1964, sa gestion et son exploitation sont assurées par une société d'économie mixte de 1967 à 2016.
En 2016, Toulouse Métropole a lancé une procédure de délégation de service public pour l'exploitation et l'aménagement conjoints du MIN et de la zone logistique annexe de Fondeyre. Lumin'Toulouse — groupement composé de la société gestionnaire du Marché international de Rungis, du groupe La Poste et de la Caisse d'épargne de Midi-Pyrénées — est sélectionné en juillet 2017.

## Secteurs
- Fruits et légumes
- Produits carnés
- Produits de la mer
- Gastronomie et autres alimentaires
- Restaurants et traiteurs
- Horticulture et décoration
- Logistique
- Services et non alimentaires
- Écoles et formations

## Accès
Le Grand Marché est accessible par le périphérique extérieur de Toulouse, sortie no 33b « Lalande », direction « MIN, Parc d'activités de Fondeyre », et intérieur, sortie no 33 « Fondeyre ».
L'accès principal se situe au no 200 de l'avenue des États-Unis, signalé par un totem orange, face au pont « Chemin de Fondeyre ». Cette entrée est également accessible aux piétons.
L'accès secondaire, situé avenue de Fronton, est réservé aux abonnés et aux piétons.
Le Grand Marché est par ailleurs desservi par les lignes de bus no 15 (arrêt : États-Unis Fondeyre) et no 29 (arrêt : Pont de la vache), ainsi que par la ligne de métro B (arrêt : La Vache).
Il est ouvert 24h/24, 7j/7.

## Les chiffres clés
- 416 millions d’euros de chiffre d’affaires en 2023[2]
- 227 000 tonnes de produits commercialisés, dont 75% de produits frais
- 302 producteurs
- 147 entreprises
- 3 600 acheteurs
- 1 180 emplois directs